# Ново-Мултанский район
Ново-Мултанский район — административно-территориальная единица в составе Вотской и Удмуртской АО, существовавшая в 1929—1932 годах. Административный центр — село Новый Мултан.

## История
Ново-Мултанский район был образован 15 июня 1929 года на территории упразднённых Ново-Мултанской и Старо-Зятцинской волостей Ижевского уезда. В состав района вошли 15 сельсоветов: Кабаковский-1, Кабаковский-2, Кочишевский, Мушковайский, Ново-Мултанский, Поршур-Туклинский, Пужмесь-Туклинский, Старомоньинский, Сям-Можгинский, Удугучинский, Узей-Туклинский, Ульмольский, Чажинский, Чеканский и Юсовский.
3 сентября 1929 года Юсовский с/с был передан в Сюмсинский район.
1 ноября 1932 года Ново-Мултанский район был упразднён, а его территория разделена между Сюмсинским (Кабаковский, Сям-Можгинский, Чажинский с/с) и Селтинским (остальные сельсоветы) районами.